# Leonardo da Pistoia

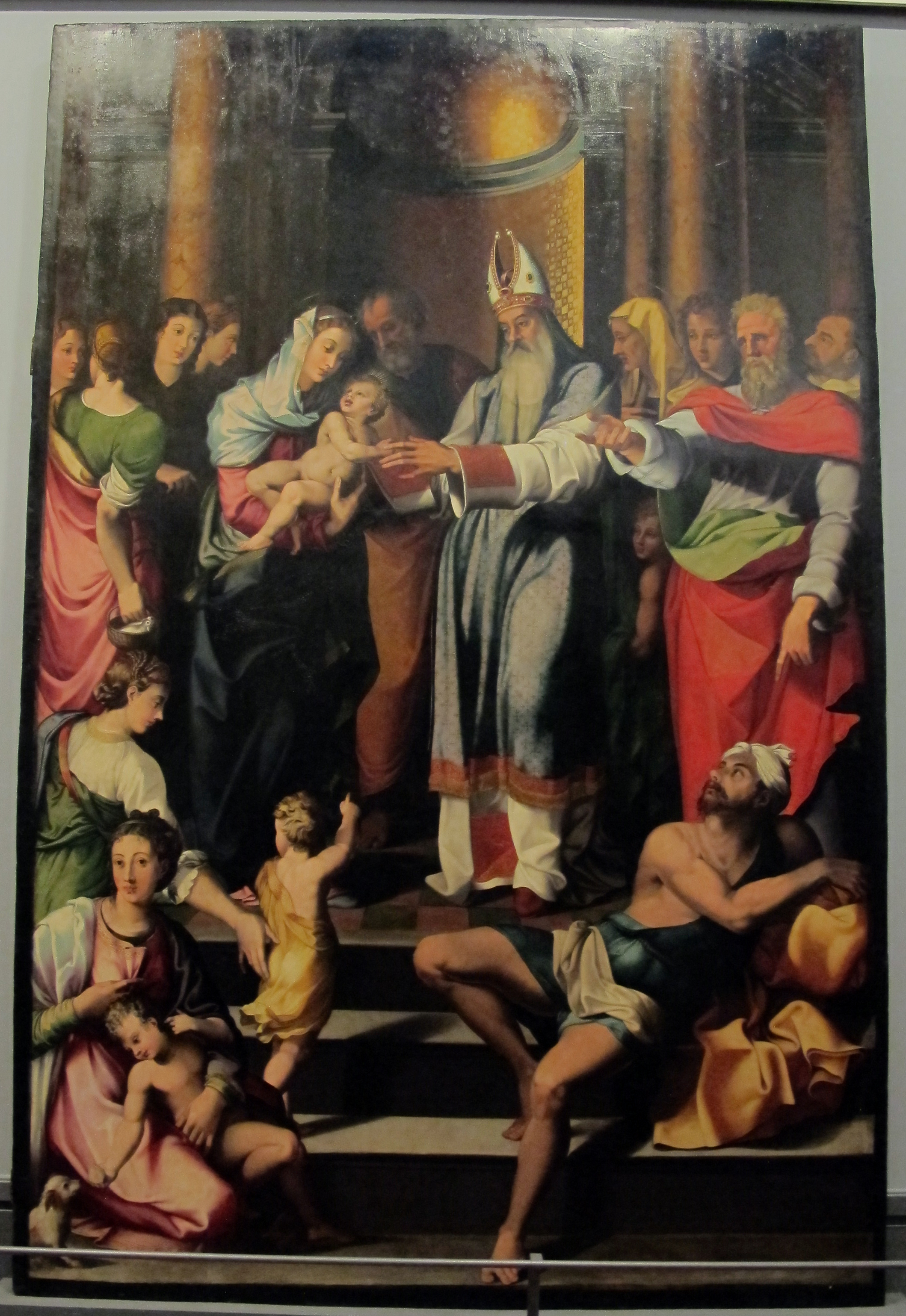
Leonardo Grazia da Pistoia, Presentazione al Tempio, 1544 ca.

Leonardo Grazia o Grazzi noto come Leonardo da Pistoia (Pistoia, 1502 – Napoli, 1548) è stato un pittore italiano, attivo in Toscana, a Roma e a Napoli durante il Rinascimento.

## Biografia
Leonardo Grazia da Pistoia apprese i rudimenti dell'arte a Pistoia, nella bottega del padre Matteo di Nardo. Nel 1530 è documentato a Lucca, dove entrò in contatto con Agostino Marti e, probabilmente, con Luca Penni, fratello del più noto Giovan Francesco.
Nei primi anni ’30 si stabilì a Roma, dove forse collaborò con Giovan Francesco Penni nel Noli me tangere, oggi al Prado, realizzato per la cappella della Maddalena in Trinità dei Monti intorno al 1524 (P. Leone de Castris, Pittura del Cinquecento a Napoli: 1540-1573, fasto e devozione, Napoli 1996, pag. 86, segnala una copia di mano del solo Leonardo Grazia nei depositi del Museo di Capodimonte). A Roma il pistoiese guardò al Penni, a Perin del Vaga e a Giulio Romano, del quale, in una delle Madonna col Bambino e San Giovannino della Galleria Borghese, replicò il fondale architettonico della pala di Santa Maria dell'Anima.
Negli anni ’40 Leonardo Grazia risulta attivo a Napoli, dove dipinse: la tavola con San Michele e il drago nella Chiesa di Santa Maria del Parto a Mergellina; il Venere e Adone (ca. 1540) del Museo di Capodimonte, che proviene dalla collezione d'Avalos; la Presentazione al Tempio (ca. 1544) per l’altare maggiore della chiesa di Monteoliveto (oggi al Museo di Capodimonte), poi sostituita da quella del Vasari; il Redentore (ca. 1544) per la chiesa del Gesù Vecchio (oggi nei depositi del Museo di Capodimonte); il San Michele e il drago nel Convento di San Francesco a Folloni (AV); la Natività tra i Santi Francesco e Giovanni Evangelista e l'Immacolata fra i Santi Rocco e Francesco nelle chiese potentine di San Francesco e Santa Maria del Sepolcro.
Nel 1545 Leonardo Grazia fu chiamato in giudizio per la valutazione di un quadro di Pietro Negroni.
La pittura di Leonardo da Pistoia si connota per la semplificata riduzione formale e la levigatezza quasi metallica del colore, ben evidente nel Venere e Adone del Museo di Capodimonte, come nella Lucrezia, nella Venere e nella Cleopatra della Galleria Borghese.
In passato, Leonardo Grazia è stato confuso con Leonardo di Francesco di Lazzaro Malatesta (ca 1483 - dopo il 1518), in quanto entrambi erano conosciuti come "Leonardo da Pistoia".

## Opere
- Annunciazione, 1530 circa, Museo della Cattedrale, Lucca.
- San Michele che scaccia il demonio, 1542, chiesa di Santa Maria del Parto a Mergellina, Napoli.
- Il Battesimo di Cristo, Chiesa di Santa Maria della Neve a Chiaia, Napoli.
- Presentazione di Gesù al Tempio, 1544 circa, Museo Nazionale di Capodimonte, Napoli (dalla chiesa di Santa Maria di Monteoliveto).
- Redentore, 1544 circa, depositi del Museo Nazionale di Capodimonte, Napoli (pervenuto nel 1788 dalla chiesa del Gesù Vecchio).